# Procol Harum
Procol Harum — британський рок-гурт прогресивного року, сформований 1967 року. Всесвітньопопулярним хітом колективу стала композиція «A Whiter Shade of Pale», видана у травні того ж року. На честь гурту названо астероїд «14024 Procol Harum».

## Історія
Ця відома прогресив-рок-група була сформована в Ессексі (Англія) після розпаду ритм-енд-блюзової команди «Paramounts». Гері Брукер, Метью Фішер, Боббі Харрісон, Рей Ройер і Дейв Найтс дебютували, випустивши в ефір композицію «A Whiter Shade Of Pale» («Біліша тінь Блідого»), що стала хітом 1967 року. Сингл з цією піснею тепер досяг класичного статусу, продовжує продаватися в усьому світі, а його тираж перевищив багатомільйонну позначку. Наступний сингл «Homburg» теж мав непоганий успіх і навіть потрапив до десятки найкращих. 
До того часу, коли поспішно був виданий лонгплей (записаний в моно-варіанті), група почала розвалюватися. З команди пішли Харрісон і Ройер, а їм на зміну прийшли колишні колеги Брукера Баррі «BJ». Вілсон і Робін Трауер. 
Ще одним, неофіційним, членом групи був автор текстів Кіт Рід, чия схильність до морських мотивів виявилася в багатьох альбомах. Особливо сильним став диск «A salty dog», який прихильно сприйняли критики. Найпрекраснішими піснями з нього були заголовний трек і «The Devil Came From Kansas». Проте у «Procol Harum» знову відбулися заміни: пішли Фішер і Найтс, а до групи приєднався ще один колишній член «Paramounts» Кріс Коппінг (р. 29 серпня 1945, Саутсенд, Англія; орган, бас). На «Broken Barricades» Трауер став грати в манері Джиммі Хендрікса, через що загальне звучання групи стало важчим. Однак це було несумісним з фентезійними сагами Рейда. Це питання вирішилося з відходом Трауера, який приєднався до «Jude». Тоді склад «Procol Harum» поповнився Дейвом Боллом і Аланом Картрайтом (бас) і група знову взяла більш симфонічний напрямок. 
Несподіваним став успіх концертника «Live In Concert With The Edmonton Symphony Orchestra». Ця подія викликала хвилю популярності групи, небачену з ранніх днів її існування. Альбом, що містив сильні версії «Conquistador» і «A Salty Dog», потрапив у американський Топ 5, а його тираж перевалив за мільйон. 
Подальші зміни в групі відбулися з відходом Болла і приходом Міка Гребхема (екс-«Cochise»), який приєднався в 1972 році. Цей склад виявився найстійкішим, в якому «Procol Harum» проіснували чотири роки, протягом яких вони випустили три альбоми. Найбільш успішним був «Grand Hotel», хоча обидва наступних диски теж мали сильні моменти. Так, альбом «Exotic Birds And Fruit» відзначився такими чудовими композиціями, як «Nothing But The Truth» і «The Idol», а хітом з «Procol's Ninth» стала композиція «Pandora's Box». До часу виходу «Something Magic» в 1977 році музичний клімат у світі різко змінився, і «Procol Harum» були поховані під навалою панку і «нової хвилі». До того часу Гері Брукер влаштував прощальний тур, і «Procol Harum» спокійно зник. 
Однак у 1991 році група повернулася на музичну сцену і, на відміну від багатьох перетворених «динозаврів», результатом став хороший альбом «The Prodigal Stranger». Група відтоді деколи здійснює гастролі, а до її складу входять Брукер, Фішер, Матт Пегг (бас), Джеф Вайтхорн (гітара) і Грем Брід (ударні).

## Дискографія
- Procol Harum (1967)
- Shine On Brightly (1968)
- A Salty Dog (1969)
- Home (1970)
- Broken Barricades (1971)
- Procol Harum Live with the Edmonton Symphony Orchestra (1972)
- Grand Hotel (1973)
- Exotic Birds and Fruit (1974)
- Procol's Ninth (1975)
- Something Magic (1977)
- The Prodigal Stranger (1991)
- The Long Goodbye (1996)
- The Well's on Fire (2003)
- Novum (2022)